# 朱影梅
朱影梅（Chu Ying Mui），又名：朱影霞，活躍於1936年至1941的香港電影女明星及舞女。粵劇名伶譚玉蘭的徒弟，銀幕處女作是「天一公司」的粵語時裝文藝片《黎夫人》（1936年6月13日香港公映）及粵語時裝文藝片《博愛》（1936年8月7日香港公映）；息影作粵語時裝文藝片《彩鳳隨鴉》（1941年4月12日香港公映），短短6年間參演卅多齣粵語片。朱影梅（朱影霞）住在香港島黃泥涌道某號二樓。

## 下海伴舞
- 1939年開始以「朱影霞」的名字當舞女﹙妓女﹚在香港島西環石塘嘴「金陵舞廳」下海伴舞[3]；
- 1940年4月20日（星期六）轉投「中華舞廳」[4]；
- 1940年10月在新加坡「新世界舞場」伴舞[5]。

## 外部連結
- 香港電影資料館有關朱影梅（朱影霞）參演電影的記錄[永久]